# Вицько (гміна)
Гміна Вицько (пол. Gmina Wicko) — сільська гміна у північній Польщі. Належить до Лемборського повіту Поморського воєводства.
Станом на 31 грудня 2011 у гміні проживало 5940 осіб.

## Територія
Згідно з даними за 2007 рік площа гміни становила 216.08 км², у тому числі:
- орні землі: 43.00%
- ліси: 30.00%

Таким чином, площа гміни становить 30.56% площі повіту.

## Населення
Станом на 31 грудня 2011:
| Опис     | Загалом | Загалом | Чоловіки | Чоловіки | Жінки | Жінки |
| -------- | ------- | ------- | -------- | -------- | ----- | ----- |
| одиниця  | осіб    | %       | осіб     | %        | осіб  | %     |
| все      | 5940    | 100     | 2986     | 50.27    | 2954  | 49.73 |
| міське   | 0       | 100     | 0        |          | 0     |       |
| сільське | 5940    | 100     | 2986     | 50.27    | 2954  | 49.73 |

## Сусідні гміни
Гміна Вицько межує з такими гмінами: Ґлувчице, Леба, Нова Весь-Лемборська, Смолдзіно, Хочево.